# Doyen Sports Investments Limited
« Doyen Sports Investments Limited » plus connue en France sous le nom de « Doyen sports » est un fonds de placement privé spécialisé dans la spéculation financière, le conseil et la gestion de carrières au sein de l'« industrie du sport » et en particulier actif dans les contrats de financement concernant « l'achat » et « la vente » de footballeurs professionnels (TPO ou « tierce propriété sur les droits des footballeurs »). 
La société créée en 2011 s'est rapidement développée en se proposant d'accompagner, financièrement et par des conseils divers, des clubs de football sud-américains et européens et certains joueurs. À Londres la trentaine de salariés s'occupe aussi de « scouting » (repérage de jeunes talents) et de marketing.
Doyen Sports est basée sur l'île de Malte (considérée comme l’un des paradis fiscaux de l'Europe ) ; la société est donc régie par le droit maltais. Cette société aurait investi 170 millions d'euros dans le football en 5 ans (2011- 2016).

## Fonction de banque ou tiers-propriétaire
Dans le football, ce type de fonds se substitue aussi au rôle des banques (comme source de prêts et de crédits) tout en jouant un rôle d’intermédiaires pour la vente des droits audiovisuels et des droits pour l’image des joueurs professionnels des grands clubs, voire des droits de joueurs... d'où la désignation de « tierces parties propriétaire » (« Third party ownership » ou TPO pour les anglophones), ; Ils gagnent de l'argent en spéculant sur les joueurs ; en achetant aux clubs une partie des droits des joueurs, puis en les revendant.

DoyenSports serait en 2015-2016 le plus puissant de la dizaine de fonds de ce type développés depuis quelques années. La fonction de tiers-propriétaire (« Third party ownership » ou TPO) a récemment été interdite par la FIFA.

## Histoire
Doyen sports (DS) est une société créée en 2011 à Malte par Nelio Freire Lucas (né à Coimbra au Portugal, formé selon lui au marketing à l'université UCLA de Los Angeles (mais selon Médiapart, l'université ne trouve pas de traces de son inscription) ; il a été employé par l'agence Creative Artists Agency de Beverly Hills et a été selon Mediapart « responsable de casting pour une agence de mannequins (et condamné pour fraude fiscale et chèques en bois) »  pour ensuite entrer dans le monde du football en Europe, formé par Pini Zahavi (principal agent de footballeurs au Royaume-Uni) avec lequel il a travaillé 9 ans, et via le groupe Stellar alors partenaire du club portugais Beira-Mar). Nelio Lucas détiendrait 20 % du capital de Doyen Sports, qui lui auraient été offerts par la famille d'oligarques Arif (sur une société offshore à Malte).
La société fait partie du groupe Doyen ; une société d'investissement brésilienne, qui en Europe est basée à Istanbul et qui a des bureaux à Londres (Doyen Capital LLP basé à Londres, à la même adresse que “Doyen Group” est dirigé par Nélio Lucas, Simon Oliveira et Matthew Kay) ; ce groupe s’est spécialisé dans la valorisation financière des stratégies commerciales de clubs et de footballeurs très connus (ex : en 2016 selon Le journal L'Équipe le groupe Doyen gère par exemple les droits d'image de Neymar, Xavi, David Beckham, Usain Bolt ou encore de Boris Becker.).

## Activités
En 2015, Nélio Lucas présentait les activités de sa société comme celles d’une banque et d’une agence de communication/marketing : « D’un côté, nous sommes une source alternative de financement pour les clubs. De l’autre, une agence de marketing, publicité », en s’appuyant le cas échéant sur les sponsors, les droits télé,   et d'autres sources financières liées au merchandising et au marketing, comme escomptes en échanges de crédits (plus de 20 millions d'euros auraient ainsi été investis de 2011 à 2014, surtout en Europe selon Nélio Lucas.
Avant 2008, le groupe Doyen opérait dans des marchés émergents d'Afrique et d'Amérique latine, mais aussi en Turquie et au Moyen-Orient, ou encore dans  la CEI et dans des pays d'Asie ayant des intérêts dans les secteurs miniers de l'extraction des métaux, des minéraux et des énergies fossiles (gaz naturel et produits). 
Associé en coentreprise avec NUCAP ltd, le groupe Doyen est actif dans le secteur de l'énergie, des engrais et de l'uranium. Selon les Football Leaks Nelio Lucas détiendrait en réalité aussi 20 % de Doyen Natural Resources, via des sociétés écrans basées dans des paradis fiscaux et il « négocierait "des deals miniers au Brésil, en Sierra Leone ou en Angola" ». 
À partir de 2008, le groupe Doyen a commencé à investir dans le football professionnel via une filiale spécialisée dans les investissements sportifs, devenant rapidement une référence dans le domaine des fonds d'investissement et de spéculation du monde sportif. 
Lors de l’achat de joueurs, le groupe apporte de l’argent au club acheteur,  ce qu’il considère être un investissement dans les droits économiques des joueurs. Le groupe reçoit en échange une partie de l’indemnité quand il y aura revente, via un accord qui si aucun transfert ne venait à être réalisé, permet au groupe de récupérer son investissement. Nélio Lucas décrit ce processus comme « Third Party Investment » ou TPI (par opposition au TPO). En 3 ans de 2011 à 2014, Doyen aurai ainsi apporté « 80 millions d’euros dans ce type d’opération, majoritairement en Europe ».
Selon Bloomberg News en 2015, les investisseurs principaux du groupe restent anonymes, excepté 3 personnes : 
1. Fettah Tamince, un proche de Recep Erdogan (président de la Turquie) qui dirige et possède Rixos (une chaîne turque d'hôtel) et le groupe Stars MediaGroup ;
2. Tevfik Arif (en), turc kazakh propriétaire du groupe immobilier Bayrock[13],[14], groupe de spéculation immobilière basé à New York et partenaire de Fettah Tamince et de Donald Trump[15].
3. Erick Thohir, milliardaire indonésien qui a acheté l'Inter Milan..

Selon les informations nouvelles issues des Football Leaks, c'est Doyen Capital LLP qui serait à l’origine du financement de Doyen Sports et : 
- Doyen Sports Investments Limited aurait quatre actionnaires : Malik Ali ; Claudio Tonolla (suisse, gestionnaire deportefeuille et patrimoine, résidant à Malte) ; Nelio Lucas et Ali Lüftü Ethem Kadirgan[4] ;
- En juillet 2016, un accord de prêt (renouvelable) de 100 millions d'euros sur sept ans a été fait entre Refik Arif, (pour Doyen Capital LLP) ; Or, Benington Group Assets a pour unique actionnaire Malik Ali (né en 1984 au Kazakhstan, résidant en Turquie, mais qui est aussi ou a été directeur de Doyen Capital LLP[16], aux côtés, donc, de Refik Arif). De plus Benington Group Assets a 80 % des parts de Doyen Sports Investments Limited,
- la maison mère (holding Doyen Group) reste inconnue.

Doyen Sports est supposé prêter de l'argent aux clubs professionnels afin qu’ils puissent acheter de meilleurs joueurs. Le club a ensuite 3 ans  pour rembourser sa dette. Les clubs peuvent dans ce délai soit garder les joueurs et rembourser leur dette auprès de Doyen Sport, soit revendre des joueurs pour rembourser cette même dette. Les premières opérations de ce type ont été réalisées au Brésil puis ont été concentrées sur le domaine des principaux championnats européens des joueurs.

## Opérations
En 2011, profitant de la crise bancaire  espagnole, le groupe Doyen Sports a financé quelques clubs sportifs espagnols (dont le Sporting Gijon. 

Le groupe a notamment financé (à hauteur de 55 %) le transfert de Radamel Falcao du FC Porto à l'Atletico Madrid, permettant au club espagnol de n’avancer que « seulement » 18 millions d'euros. En 2013 l’Atletico Madrid a vendu Falcao à Monaco 60 millions d'euros.
En 2013 Doyen Sports a prêté environ 57 millions pour le transfert de Neymar du Brésil au FC Barcelone

Un autre groupe, dénommé Doyen Consulting Limited (du 7 mars 2013 au 9 avril 2013)  puis rebaptisé Doyen Global Limited, par Simon Oliveira et Matthew Kay ; il est dirigé par Nelio Freire Lucas (qui dirige également la société Principal Sports Management Limited, également basée à Londres.
En 2014 après avoir acquis (pour 2,65 millions d’euros) par contrat 33,3 % des droits économiques du joueur français Eliaquim Mangala, Doyen Sports contribue à son transfert de Porto à Manchester City (pour environ 40 millions d'euros 54 millions selon d'autres sources, dont seulement 22 sont allés à Porto, une part importante des 18 millions (17,9 millions) étant destiné à Doyen sports. 

En 2014 Doyen sport a aussi agit comme intermédiaire dans la vente du joueur serbe Dušan Tadić de Twente (auquel le joueur était lié par contrat)  à Southampton.
En 2015 Doyen Sport a annoncé qu’il s’associait comme consultant sur la politique sportive au groupe d'entrepreneurs représenté par le magnat thaïlandais Bee Taechaubol (en) qui avait l’intention d'acheter une part de l'AC Milan ,. Selon Dominique Rousseau des Cahiers du football, Erick Thohir, nouveau propriétaire (indonésien) de l'Inter Milan, serait l'un des autres investisseurs de Doyen Sports, mai finalement Silvio Berlusconi lui a préféré des investisseurs chinois . 

## Relations avec la maison mère
Le groupe Doyen est une holding britannique basée à Istanbul mais dont la division financière (Doyen Capital LLP) est basée à Londres. La holding est active dans les secteurs économiques des matières premières, de la chimie, de l'hôtellerie et du BTP et elle a toujours cherché à tenir l'origine de ses fonds secrète ; selon le journal l'Équipe (qui se base sur les informations issues des « Football Leaks »), ceci pourrait être motivé par « des raisons fiscales » mais aussi par l'origine de la fortune familiale du « clan Arif » « bâtie dans les années 90 sur les ruines de l'ex-URSS par « l'appropriation à vil prix de mines et usines, avec l'appui de politiques corrompus et du crime organisé (...) des protecteurs apparemment si dangereux qu'ils peuvent ruiner la famille Arif d'un claquement de doigt». C'est cet argent sulfureux (300 M€ siphonnés dans une usine chimique kazakhe) qui a financé Doyen Sports. 75 M€ versés par Refik Arif, qui touche les intérêts mais n'apparaît nulle part, caché derrière une coquille offshore pilotée par un prête-nom, un neveu Arif » qui précise que Bloomberg avait identifié en 2013 l'un des actionnaires du groupe Doyen, l'homme d'affaires Tevfik Arif, 63 ans, Kazakh naturalisé turc et ancienne relation d'affaires de Donald Trump. 

Quatre personnes de la famille Arif formeraient le noyau des actionnaires : Tevfik Arif et trois de ses fils : Refik (Doyen Capital LLP et Doyen Global Limited) ; Efendi (Doyen Capital Services Limited) et Kemal (à Doyen Capital de 2011 à 2013) ; ils auraient bâti une fortune lors de la privatisation d'une usine chimique du Kazakhstan lors de l'effondrement de l'URSS avant de financer le fonds d’investissement « Doyen Sports » à hauteur de 75 millions d'euros et en cachant cet argent « dans des "dizaines de sociétés offshore" de paradis fiscaux tes que le Panama, l'Île de Man, les Pays-Bas, Malte ou les Iles vierges britanniques ».

## Critiques et conflits
Alors que les grands clubs de football se constituaient en grandes entreprises (sociétés cotées en bourse pour les plus grands), ce type de fonds a contribué à la financiarisation du football et au traitement des joueurs achetés et vendus par les “tiers”, traitement notamment critiqué par Michel Platini en 2015 : « Certains joueurs ne sont tout simplement plus maîtres de leur carrière sportive et sont transférés chaque année pour enrichir ces inconnus avides de l'argent du football ».  Ce dernier en tant que président de l’UEFA a contribué à l'interdiction par la FIFA de la tierce propriété (TPO) sur les droits économiques des footballeurs  et faire cesser ce qu’il considère comme une « honte » et une « forme d’esclavagisme », opinion partagée par la FIFpro (le syndicat international des joueurs professionnels). 
Le 1er mai 2015 cette mesure était effective, mais immédiatement contestée, jusque devant la justice européenne, par le groupe Doyen Sports et par les Ligues portugaise et espagnole avec l'avocat Jean-Louis Dupont (à l'origine de l’arrêt Bosman) via des plaintes dirigées contre la FIFA, l’UEFA, la LFP, la FA et la Fédération polonaise du football (en Pologne, la tierce propriété est interdite) . Doyen Sports sera finalement (en septembre 2016) débouté,.
De nombreux observateurs (dont des juristes comme l'avocat Jim Gabriel-Michel) critiquent la non-transparence de ce fonds, en particulier concernant ses investisseurs, ce qui est un problème, car pouvant être une source de conflits d'intérêts cachés : « On doit s’inquiéter et avoir une réflexion sur les conflits d’intérêts que posent ce type d’activités. On ne peut pas être à la fois celui qui vend et celui qui achète. » (2015).
Nélio Lucas (de Doyen Sports) considère lui que l'interdiction de la « tierce propriété » pourrait conduire à « des alternatives dangereuses : "Des fonds vont racheter des clubs". Doyen s'est interdit de le faire et, pourtant, ce serait facile pour nous ». 
Il est reproché à ce groupe un manque de transparence concernant l’origine de ses fonds et le fait de continuer à spéculativement prendre des "parts" dans les joueurs de football des clubs (au moins une quarantaine de joueurs et entraîneurs seraient concernés en 2015-2016) alors que cette pratique est interdite par la Fifa depuis mai 2015 et interdite en France et en Pologne, mais a priori poursuivie dans les faits sous le prétexte d’une forme particulière de tiers investissement : TPI (third party investment). Le groupe a cherché des failles juridiques pour faire réautoriser le TPO... « Avec des fortunes diverses » : échec en Belgique et en France, mais avec un succès auprès du TAS dans son conflit avec le Sporting Portugal sur le cas Rojo (selon le journal L'Équipe en décembre 2016).
En 2015 l'agence financière Bloomberg puis en 2016 l'enquête journalistique basée sur le « Football Leaks » mettent peu à peu à jour au moins une partie des investisseurs et financements (jusqu'alors occultes) qui ont permis au groupe de se créer et se développer. Selon Mediapart la société est « contrôlée par une famille d’oligarques kazakho-turcs aux connexions mafieuses. Elle blanchit son argent aux îles Vierges britanniques ». Et l'un de ses membres a plusieurs fois fait venir de jeunes filles de l'Est de l'Europe. Selon l'enquête d'un consortium de journaux, Doyen Sports aurait notamment versé 10,8 millions d'euros de commissions occultes pour le transfert de divers joueurs (dont les français Kondogbia et Mangala et le colombien Radamel Falcao) via des caisses noires et de fausses factures. Selon les Football Leaks ces caisses noires sont trois « sociétés-coquilles » nommées Rixos, Denos et PMCI, immatriculées aux Émirats arabes unis.